# Christoph Blocher
Pour les articles homonymes, voir Blocher.
Christoph Blocher, né le 11 octobre 1940 à Schaffhouse (originaire de Meilen, Zurich et Schattenhalb), est un homme d'affaires et homme politique suisse, membre de l'Union démocratique du centre (UDC). 
Conseiller national de 1979 à 2003 et conseiller fédéral de 2004 à 2007, il est l'un des acteurs marquants de la transformation de l'UDC en parti national-conservateur et de l'élargissement de sa base électorale.

## Biographie
Christoph Wolfram Blocher naît le 11 octobre 1940 à Schaffhouse. Fils d'un pasteur prénommé Wolfram et d'Ida, née Baur, il est le septième d'une famille de onze enfants de condition modeste,. Il grandit dans la localité de Laufen am Rheinfall, dans le canton de Zurich. 
Contre la volonté de son père, il effectue un apprentissage d'agriculteur et obtient son diplôme à l'école d'agriculture de Wülflingen. Il obtient ensuite sa maturité (de type scientifique) en 1963 et, influencé par son grand-oncle Eugen Blocher, étudie le droit à l'Université de Zurich, avec un passage à Montpellier et à Paris. Il obtient un DEA en droit puis étudie à la faculté de droit de l'Université de Zurich, en même temps que le socialiste Moritz Leuenberger. Il obtient son doctorat en 1971. 
Il est marié à l'ex-institutrice du primaire Silvia Kaiser. Ils ont trois filles et un fils. Christoph Blocher vit à Herrliberg (canton de Zurich) sur la "Rive dorée" (en allemand Goldküste), quartiers résidentiels très prisés du bord du lac de Zurich. Il loue aussi à vie le château fortifié de Rhäzüns, propriété du groupe Ems-Chemie, dans les Grisons.

## Carrière professionnelle
En 1983, le patron de l'entreprise Ems-Chemie meurt. En tant que nouveau gérant, Blocher conseille à la famille de Werner Oswald de vendre l'entreprise. Il conduit lui-même les négociations — une seule société se montre intéressée par le rachat de l'entreprise et elle entend supprimer plus de 800 emplois sur 1 100 — et présente rapidement un mystérieux acheteur. La famille vend finalement l'entreprise (pour une vingtaine de millions de francs suisses) à l'inconnu fortuné, qui se trouve être en réalité Christoph Blocher lui-même.
En 15 ans, il multiplie le bénéfice de l'entreprise par 80 et crée plus de 1 200 emplois, qui s'ajoutent aux 1 100 existants. Il déclare qu'il fallait prendre exemple sur les entrepreneurs d'Asie et particulièrement japonais, où la direction de l'entreprise vient du bas de la hiérarchie. En tant qu'homme d'affaires, sa stratégie consiste à démanteler des groupes, tels que le producteur d'aluminium Alusuisse, ou en prendre le contrôle par surprise, ce qui lui permet d'empocher des milliards d'euros.
Il vend en 2003 les actions de l'entreprise à ses quatre enfants. Sa fille aînée, Magdalena Martullo-Blocher, en reprend la direction. Le magazine Bilanz estime la fortune de la famille Blocher à un montant situé entre dix et onze milliards de francs suisses – soit neuf à dix milliards d'euros, ce qui la situe parmi les dix familles les plus riches de Suisse.

## Carrière politique
Christophe Blocher devient député au Parlement en 1979.
Christoph Blocher est connu pour ses prises de positions pour l'indépendance de la Suisse et contre le rapprochement avec l'Union européenne. Il est associé à la victoire des anti-européens lors du référendum populaire de 1992.
Il commence sa carrière politique en adhérant au Redressement national (RN), mouvement créé dans l'immédiat après-guerre qui regroupe à la fois certaines figures notoires de l'extrême droite et des figures plus modérés à l'image de Samuel Schmid. Il en devient l'un des membres du comité. En 1984, ce comité part en campagne contre le nouveau droit matrimonial, qui introduit l'égalité dans le couple entre le mari et son épouse, passant outre au vote majoritaire des membres du RN en faveur de la loi. Il s'engage également contre la dépénalisation de l'avortement et l’assurance maternité, affirmant qu'il s'agit d'une forme de nazisme.
Fondateur de l'Action pour une Suisse indépendante et neutre (ASIN) en 1986, il refuse tout rapprochement avec l'Union européenne (UE) et s'oppose à l'envoi de militaires suisses à l'étranger. Son ascension politique commence véritablement avec sa victoire lors du refus populaire de l'adhésion de la Suisse à l'Espace économique européen, le 6 décembre 1992. Il s'oppose cependant sans succès à l'entrée de la Suisse à l'Organisation des Nations unies en 2002. Il préside l'ASIN jusqu'en 2003.

### Mandat au Conseil national
Christoph Blocher siège au Conseil national de 1979 à son élection au Conseil fédéral en 2003. Son parti, l'Union démocratique du centre (UDC), devient le premier du pays en 1999, dépassant légèrement le Parti socialiste suisse (PSS). Il consolide cette place lors des élections du 23 octobre 2003 en obtenant 55 mandats au Conseil national (chambre basse du parlement) et 8 au Conseil des États (chambre haute).
Il dénonce les conclusions de la Commission Bergier sur l'attitude des autorités suisses pendant la Seconde guerre mondiale et mène campagne contre « le chantage des Juifs pour de l'argent » au sujet de l’affaire des fonds ayant appartenu à des Juifs disparus dans l'holocauste.
Proposant un programme socialement conservateur et mêlant des éléments de l'économie libérale au protectionnisme, il est considéré comme populiste par la majorité des médias,. Il se prononce en faveur d'une privatisation de l'assurance-vieillesse et survivants (AVS) avant de se rétracter en raison des réticences de son électorat. Il prône une politique appelant à la protection des intérêts et des traditions suisses et au durcissement de la politique d'immigration et d'asile, afin dit-il de « protéger l'indépendance, la prospérité et la réputation du pays ainsi que la sécurité de la population »[réf. nécessaire].

### Élection au Conseil fédéral en 2003
Il est élu au Conseil fédéral le 10 décembre 2003 à la place de Ruth Metzler-Arnold, candidate officielle du Parti démocrate-chrétien (PDC) et y siège à partir du 1er janvier 2004. Il est le 107e conseiller fédéral de l'histoire et prend la direction du Département fédéral de justice et police. À ce poste, il décide notamment la fusion de l'Office fédéral de l'immigration, émigration et intégration (IMES) avec celui des réfugiés (ODR), ce qui donne naissance à l'Office fédéral des migrations (ODM, aujourd'hui Secrétariat d'État aux migrations).

### Affaire Roschacher
Entre 2006 et 2011, l'affaire Roschacher (du nom du procureur général de la Confédération de l'époque, Valentin Roschacher) crée des remous, en particulier quelques semaines avant les élections fédérales de 2007.
Roschacher est accusé d'avoir mal géré le dossier à l'encontre d'Oskar Holenweger, banquier privé accusé de blanchiment d'argent résultant du trafic de drogues (à hauteur de 834 000 euros). En 2006, Roschacher démissionne de son poste de procureur général. En 2006, une sous-commission de la Commission de gestion du Conseil national (CdG-N) ouvre une enquête concernant le traitement de l'affaire Holenweger. Début août 2007, deux vice-procureurs généraux de la Confédération informent la CdG-N de l'existence d'un plan (nommé « plan H ») pour écarter Roschacher de son poste avec l'aide des médias et de politiciens, plan que certains journalistes n'hésitent pas à qualifier de complot.
En septembre 2007, la CdG-N publie un rapport critiquant Blocher, chef du DFJP, auquel est rattaché le Ministère public de la Confédération, et accuse le tribun zurichois d'avoir outrepassé ses compétences,. Il réfute ses accusations dans une tribune publiée le 2 octobre 2007 dans les journaux NZZ et Le Temps. 
Le Conseil national organise un débat urgent sur les conclusions du rapport lors de la session d'automne 2007, la dernière avant les élections fédérales. Il ne permet pas toutefois d'éclaircir la situation sur le plan H.
Après ne pas avoir été réélu, Blocher exige de la Confédération une compensation financière pour le tort moral subi en conséquence des accusations portées à son endroit. Il finit par trouver un accord à l'amiable avec la Confédération en mars 2011. Holenweger est lui acquitté par le Tribunal pénal fédéral en avril 2011.

### Non-réélection au Conseil fédéral

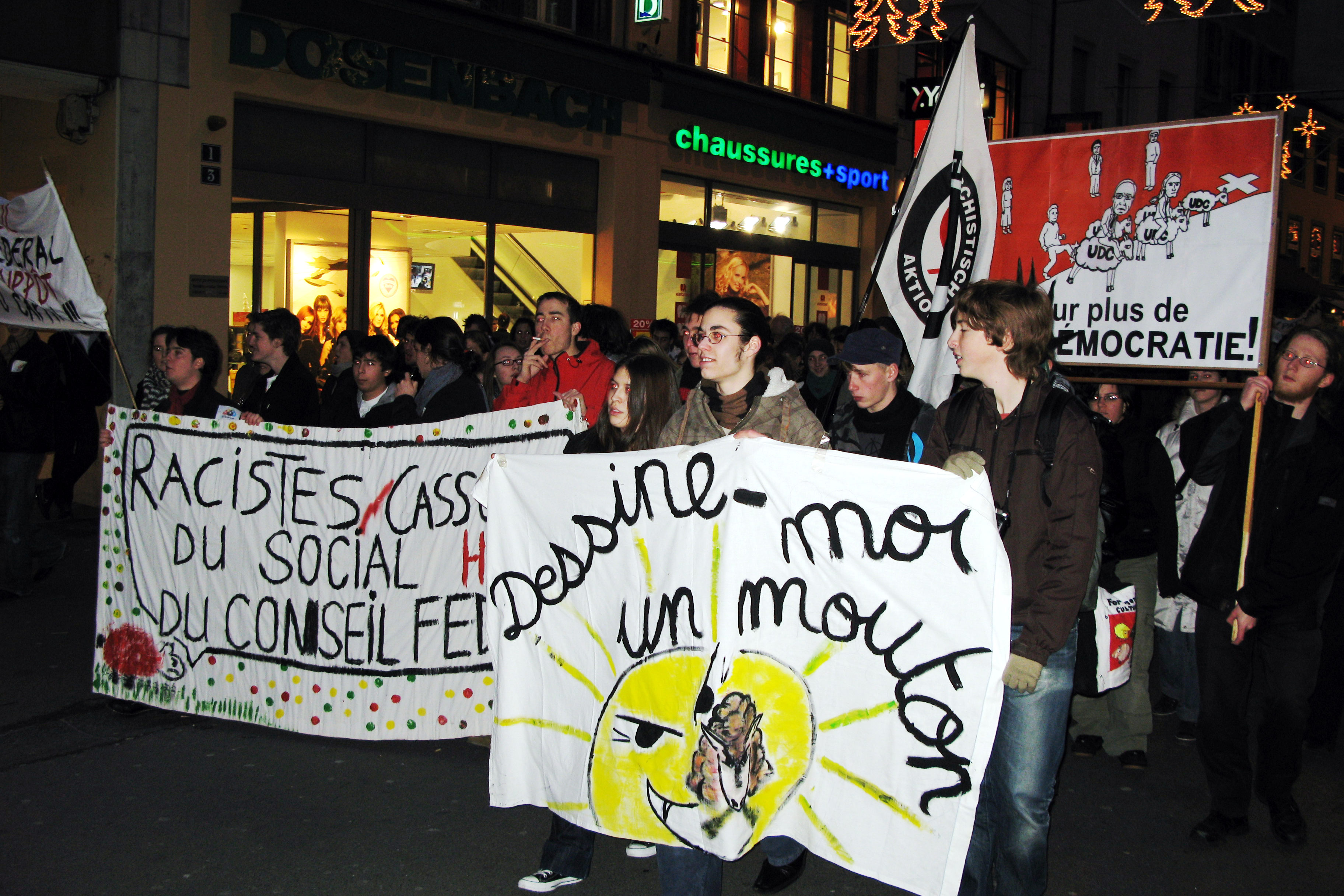
Manifestation du 8 décembre 2007 à Lausanne appelant à la non-réélection de Christoph Blocher au Conseil fédéral.

Se heurtant, tout au long de son mandat au Conseil fédéral, aux usages de la concordance et du gouvernement consensuel propres à la tradition de la Confédération, Christoph Blocher n'est pas réélu au Conseil fédéral le 12 décembre 2007, par 115 voix contre 125 pour la conseillère d'État grisonne Eveline Widmer-Schlumpf (UDC), soutenue par une coalition PSS, Verts et PDC,, renforcée par des voix radicales. Il est ainsi l'un des quatre conseillers fédéraux à n'avoir pas été réélu.
La pièce de théâtre EWS - le seul thriller politique de Suisse du metteur en scène Piet Baumgartner et jouée en 2022 au théâtre Neumarkt de Zurich revient sur cette éviction politique.

### Activités politiques après le Conseil fédéral

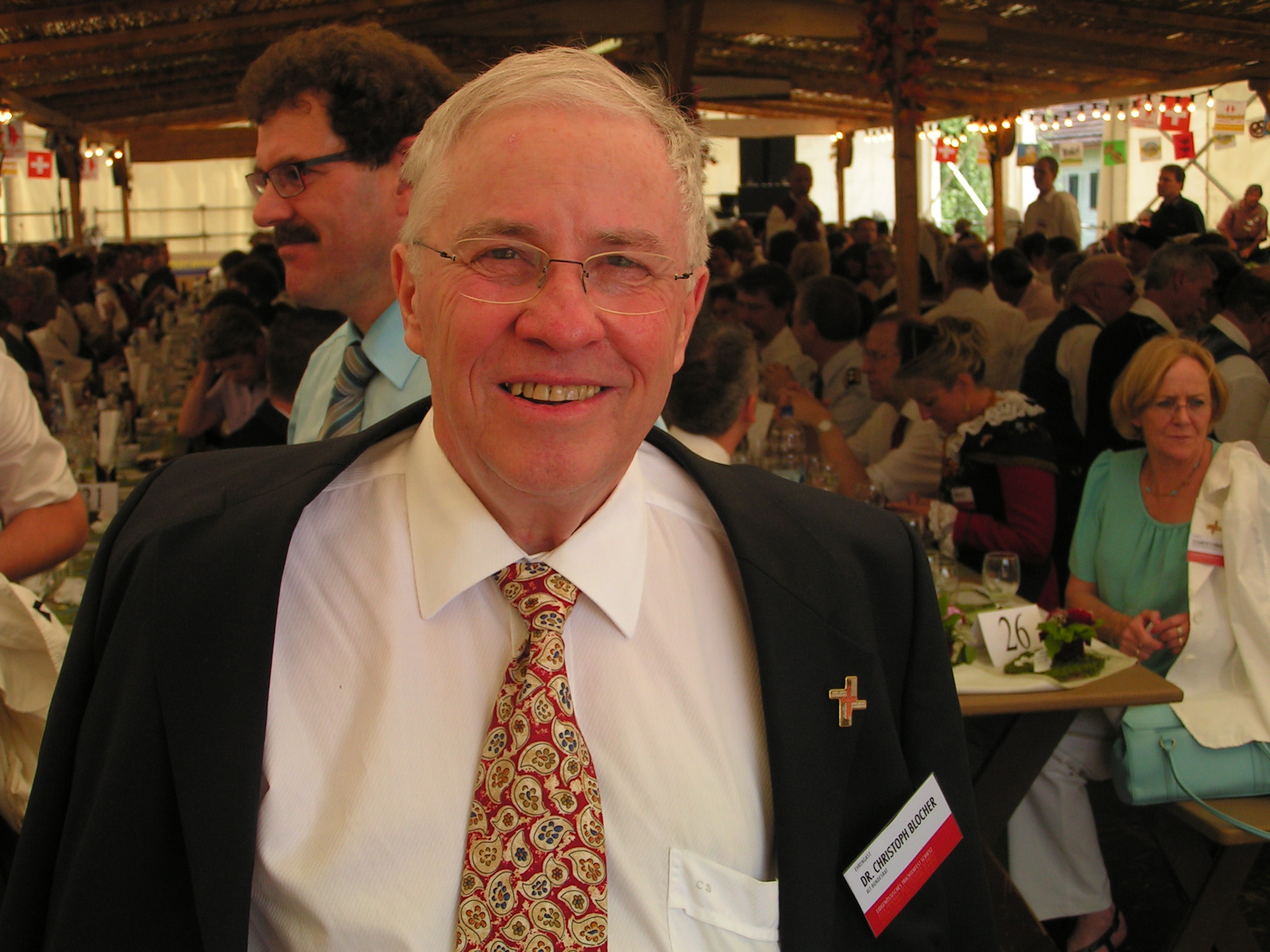
Blocher au Eidgenössischen Trachtenfest en 2010 à Schwyz.

Le 17 novembre 2008, à la suite de la démission du conseiller fédéral Samuel Schmid, l'UDC zurichoise le désigne comme candidat à sa succession, mais il est largement devancé par le Zurichois Ueli Maurer. En 2009, un débat [Où ?] entre Christoph Blocher, Nicolas Hayek et Christian Levrat suscite de l'effervescence à la suite de déclarations[Lesquelles ?] sur les banques UBS et Credit Suisse.
Le 7 avril 2011, à 71 ans, il se lance dans la course pour les élections fédérales 2011. Candidat dans le canton de Zurich, il brigue à la fois un siège au Conseil national et au Conseil des États. Cette candidature s'inscrit dans la volonté de l'UDC de renforcer ses effectifs dans la Chambre haute, considérée comme trop à gauche et trop favorable à l'UE. Cette tentative se solde par un échec. Christoph Blocher est néanmoins réélu au Conseil national. Il démissionne du Conseil national au 1er juin 2014 au profit de Thomas Matter.
Il détient le record du nombre d'absence, avec plus du tiers des scrutins des parlementaires,.
En janvier 2016, il annonce son intention de quitter la vice-présidence de l'UDC. Sa fille, Magdalena Martullo-Blocher, lui succède à ce poste.
Le 19 janvier 2024, Blocher a annoncé qu'il se retirait de la politique.

### Soutien de l'apartheid en Afrique du Sud
Dans les années 1980, Christoph Blocher anime le Groupe de travail d'Afrique du Sud (en allemand Arbeitsgruppe Südliches Afrika) qui soutient le régime de la République d'Afrique du Sud, qui applique alors un système d'apartheid racial,. Il justifie également les lois sud-africaines punissant de sept ans de prison les relations sexuelles entre personnes de « races différentes ».
En 2013, à la mort de Nelson Mandela, Blocher réagit et estime que le chef de file de la lutte anti-apartheid est loué de manière exagérée : « Mandela est largement surestimé. C'est ainsi : si quelqu'un a fait quelque chose de bien, on l'applique à tout ce qu'il a fait ».

## Activités dans le secteur médiatique
En 2014, Blocher achète des actions du journal Basler Zeitung, puis rachète le journal gratuit Zehnder. Selon certains de ses détracteurs, son influence dans les médias lui a permis de contribuer à déplacer le débat public toujours plus vers la droite. Ses opposants lui reprochent d'utiliser ses titres de presse pour servir ses ambitions politiques au détriment de l'information du public[réf. souhaitée].
Le 17 avril 2018, la Zeitungshaus (entreprise de presse dont Christoph Blocher est copropriétaire) annonce sa volonté d'acquérir plusieurs titres romands locaux, dont le GHI (Genève) et Lausanne cités. Ces projets d'acquisitions interviennent dans le cade d'un échange entre les deux grands groupes de presse suisse (Tamedia et Zeitungshaus) puisque le Basler Zeitung passerait de son côté au main de Tamedia, permettant aux deux entreprises de renforcer leurs positions respectives. Côté lausannois ou genevois, plusieurs élus (notamment de gauche) critiquent l'arrivée du politicien zurichois dans le paysage médiatique local,. Ils craignent une politisation des journaux locaux, une perte de diversité dans l'information locale ou s'inquiètent des difficultés économiques rencontrées par ce secteur. À l'opposé, d'autres estiment que ces acquisitions s'inscrivent dans la stratégie d'investissements dans le secteur médiatique qu'a toujours suivie Christoph Blocher et permettent de renforcer financièrement ces titres de presse. Plus généralement, ces transactions sont une surprise puisque Christoph Blocher déclarait 6 mois plus tôt qu'il ne souhaitait pas investir dans la presse romande et que cela serait une erreur stratégique. Fin mai, le propriétaire des deux quotidiens Lausanne Cités et GHI, Jean-Marie Fleury, annonce qu'il exerce son droit de préemption en rachetant directement à Tamedia ses actions,. Cette opération empêche la Zeitungshaus et Christoph Blocher de prendre possession de ces titres.
Il est également vidéaste web[Information douteuse] avec sa chaîne TeleBlocher.

## Carrière militaire
Officier dans l'armée suisse, il a progressé dans la hiérarchie jusqu’au grade de colonel avec fonction de commandant de régiment dans les anciennes troupes de protection aérienne, aujourd'hui troupes de sauvetage, avant de prendre sa retraite.

## Citoyennetés et surnoms
Christoph Blocher est citoyen des communes de Meilen, Zurich et Schattenhalb. Il est également citoyen d'honneur de l'ancienne commune de Lü.
Il est désigné dans la presse comme « le tribun zurichois » ou bien « le maître de Herrliberg », en référence à son lieu de domicile.

## Collectionneur d'art et mécène
Christoph Blocher possède la plus grande collection au monde de toiles d'Albert Anker et de nombreux tableaux de Ferdinand Hodler.
En 2009, il constitue la fondation Schweizer Musikinsel Rheinau, dont le but est la création d'un centre pour jeunes musiciens sur l'île-couvent de Rheinau. Il s'est déclaré prêt à contribuer à ce projet à hauteur de 20 millions de francs suisses, prélevés sur sa fortune personnelle, dès que le canton aurait accepté la réaffectation du couvent.
Par l'intermédiaire de son entreprise Ems-Chemie, il acquiert le château de Rhäzüns, dans le canton des Grisons. Il y détient un droit d'habitation à vie et l'utilise en tant que résidence secondaire avec son épouse.
Une sélection d’œuvres de sa collection a été exposée à la Fondation Pierre Gianadda, à Martigny (Valais), sous le titre Un panorama des chefs-d’œuvre de la peinture suisse-Collection Christoph Blocher, du 6 décembre 2019 au 22 novembre 2020[réf. souhaitée].

### Filmographie
- L’expérience Blocher (2014), documentaire de Jean-Stéphane Bron